# Блиново (Костромская область)
Бли́ново — деревня в Макарьевском районе Костромской области России. Входит в состав Николо-Макаровского сельского поселения. Расположена на берегу реки Унжи.

## География
Деревня находится в южной части Костромской области, в подзоне южной тайги, на правом берегу реки Унжи, при автодороге 34К-143, на расстоянии приблизительно 35 километров (по прямой) к юго-западу от города Макарьева, административного центра района.

### Климат
Климат характеризуется как умеренно континентальный, с умеренно холодной многоснежной зимой и коротким сравнительно тёплым летом. Средняя температура воздуха самого холодного месяца (января) — −12 °C; самого тёплого месяца (июля) — 18 °C. Безморозный период длится около 130 дней. Продолжительность периода активной вегетации растений (выше 10 °C) составляет примерно 110—140 дней. Годовое количество атмосферных осадков — около 600 мм, из которых большая часть выпадает в тёплый период. Снежный покров держится в течение 150—155 дней.

### Часовой пояс
деревня Блиново, как и вся Костромская область, находится в часовой зоне МСК (московское время). Смещение применяемого времени относительно UTC составляет +3:00.

## История
Деревня Блиново впервые упоминается в ревизских сказках 1858 года как удельная деревня Завражного удельного приказа Макарьевского уезда. На тот момент в 12 дворах проживало 57 душ женского и 42 мужского пола.
В середине XIX века деревня принадлежала помещику Якову Яковлевичу Шкоту, представителю костромского дворянского рода английского происхождения. Его брат, Павел Яковлевич Шкот, был известен как путешественник и участник Севастопольской обороны в годы Крымской войны. Он служил ординарцем адмирала П. С. Нахимова, дослужился до чина вице-адмирала и был женат на Варваре Павловне Петровой, родственнице М. Ю. Лермонтова.
По данным Костромского губернского Земства за 1870—1872 годы, в деревне Блиново насчитывалось 13 дворов, в которых проживало 102 человека. К 1897 году население деревни возросло до 130 жителей, а к 1907 году — до 153 жителей в 27 дворах.
Жители Блинова были прихожанами храма Вознесения Господня в селе Коршунское.
В начале XX века мужчины деревни участвовали в Первой мировой войне и Гражданской войне. В период коллективизации в 1930-е годы жители деревни вступили в колхоз.
В годы Великой Отечественной войны многие мужчины из Блинова ушли на фронт. Вернувшиеся с войны ветераны, такие как Н. А. Крупин, награждённый и занесённый в Книгу «Воинской Славы» Макарьевского района, принимали активное участие в восстановлении хозяйства в послевоенные годы.
В довоенное время, до 1940 года, в деревне насчитывалось 41 двор. Сохранился список жителей деревни Блиново по домам на этот период, включающий фамилии Крупиных, Волковых, Чуркиных, Тепловых, Уруевых, Тихомоловых, Брусовых, Захаровых, Потаниных, Лобановых и Агапитовых. Также известны посемейные списки удельных крестьян деревни Блиново по состоянию на 1858 год, содержащие подробные сведения о составе семей, возрасте и родственных связях.
Школьное образование жители деревни получали в соседних деревнях Федотово (начальная школа) и Соловатово (семилетняя школа). С 1966 года для детей из Блинова стала доступна возможность обучения в школе-интернате в селе Нежитино.

## Население
По данным Всероссийской переписи населения 2020—2021 годов, в деревне Блиново проживало 1 человек.

### Национальный состав
Согласно результатам переписи 2002 года, в национальной структуре населения русские составляли 100 % из 10 человек.